# Дубравица (Витез)
Дубравица је насељено место у Босни и Херцеговини у општини Витез. Административно припада Федерацији Босне и Херцеговине, односно њеном Средњобосанском кантону. Према попису становништва из 2013. у насељу је било 1.113 становника, а већинску популацију у насељу чинили су Хрвати.

## Становништво
По последњем службеном попису становништва из 2013. године у насељу Дубравица живело је 1.113 становника, а село је било етнички хетерогено са двотрећинском хрватском популацијом.
| Националност | 2013. | 1991.        | 1981.        | 1971.        | 1961.        |
| Бошњаци      | —     | 338 (30,78%) | 243 (28,13%) | 278 (27,20%) | 151 (19,56%) |
| Хрвати       | —     | 692 (63,02%) | 529 (61,23%) | 690 (67,51%) | 487 (63,08%) |
| Срби         | —     | 21 (1,91%)   | 35 (4,05%)   | 43 (4,20%)   | 58 (7,51%)   |
| Југословени  | —     | 38 (3,46%)   | 23 (2,66%)   | 3 (0,29%)    | 76 (9,84%)   |
| Албанци      | —     | 0            | 0            | 1 (0,09%)    | 0            |
| Мађари       | —     | 0            | 0            | 1 (0,09%)    | 0            |
| Црногорци    | —     | 0            | 1 (0,11%)    | 1 (0,09%)    | 0            |
| остали       | —     | 9 (0,82%)    | 33 (3,81%)   | 5 (0,48%)    | 0            |
| Укупно       | 1.113 | 1.098        | 864          | 1.022        | 772          |